# Laura Perls
Laura Perls, nata Lore Posner (Pforzheim, 15 agosto 1905 – 13 luglio 1990), è stata una psicologa e psicoterapeuta tedesca naturalizzata statunitense.

## Biografia
Laura Perls è nota soprattutto per il contributo fondamentale alla nascita ed allo sviluppo della Psicoterapia della Gestalt. Il suo interesse per la psicologia aveva avuto inizio con la lettura, a 16 anni, de L'interpretazione dei sogni di Sigmund Freud.
Nel 1930 Laura sposò Fritz Perls. I due si erano conosciuti lavorando presso l'Istituto di Psicologia a Francoforte. Nel 1933 entrambi i Perls emigrarono dalla Germania durante l'ascesa nazista e si fermarono per dieci anni in Sudafrica. Qui scrissero il loro primo libro. Io, fame, l'aggressività, pubblicato nel 1942. Questo lavoro dà l'avvio alla nuova psicoterapia della Gestalt.
Nel 1951, trasferitisi a New York, i Perls insieme con Paul Goodman e Ralph Hefferline pubblicano Gestalt Therapy: Excitement and Growth in the Human Personality. Dal 1952, con l'aiuto di Paul Goodman, istituiscono il New York Institute for Gestalt Therapy.
Quando, dai primi anni sessanta, Frederick Perls inizia a viaggiare più spesso a causa dell'impegno presso l'Esalen Institute in California, Laura rimane a New York.
Laura Perls muore nel 1990, all'età di 85 anni.